# Ласкін Борис Савелійович
Ласкін Борис Савелійович — радянський російський кіносценарист, поет, прозаїк, драматург.

## З життєпису
Народився 22 липня 1914 р. у місті Орша (Білорусь). Помер 22 серпня 1983 р. в Москві. Закінчив сценарний факультет Державного інституту кінематографії (1935).
Автор тексту пісень «Три танкісти», «Спят курганы тёмные», «Марш танкістів», до фільмів: «Велике життя» (1939 1-ша а), «Сімнадцятилітні» (1939), «Трактористи» (1939), «Гомони, містечко!» (1939), сценарію кінокартини «Центр нападу» (1946, у співавторстві з Євгеном Помєщиковим).